# Gustavo Elizondo Aguilar
Gustavo Elizondo Aguilar (Tampico, Tamaulipas; 1941) es un ingeniero agrónomo y político mexicano que fue Presidente municipal de Ciudad Juárez entre 1998 y 2001. También fue secretario de Obras Públicas del gobierno del estado de Chihuahua por designación del gobernador Javier Corral Jurado entre 2018 y 2021.

## Biografía
Elizondo nació en Tampico, Tamaulipas en 1941 donde estudió en el Instituto Tecnológico Regional de Ciudad Madero y posteriormente emigró a Ciudad Juárez en donde fue presidente del Centro Empresarial de Ciudad Juárez en 1985 y del Comité Directivo Municipal del Partido Acción Nacional entre ese año y 1987. En 1986 fue candidato del PAN a la presidencia municipal de Ciudad Juárez para las elecciones de ese año en las que finalmente resultó perdedor ante el candidato del Partido Revolucionario Institucional Jaime Bermúdez Cuarón, a quien su partido acusaría posteriormente de fraude electoral.
En 1988 fue candidato del PAN a senador por Chihuahua por segunda fórmula junto a Blanca Magrassi Scagno resultando perdedores frente a la fórmula de Saúl González Herrera y Alonso Aguirre Ramos, candidatos del PRI.
Durante la primera parte de la década de los años 90 se alejó de la política, volviendo a ella en 1995 cuando buscó ser candidato del PAN a la presidencia municipal de Ciudad Juárez por segunda ocasión sin lograrlo al perder la elección interna del partido frente a Ramón Galindo Noriega, quien lo designó como su coordinador de campaña. En ese mismo año fue nombrado por el gobernador Francisco Barrio Terrazas como representante del gobierno del estado en Ciudad Juárez cargo al que renunció a principios de 1998.
En 1998 volvió a buscar ser candidato del PAN a la presidencia municipal para las elecciones de ese año, logrando la candidatura y resultando elegido presidente municipal para el periodo 1998-2001 después de vencer al candidato del PRI Eleno Villalba Salas.
En 2016 el gobernador del estado, Javier Corral Jurado lo designó director del Fideicomiso de Puentes Fronterizos de Chihuahua y en 2018 secretario de Obras Públicas de Chihuahua.